# Psephellus schischkinii
Psephellus schischkinii là một loài thực vật có hoa trong họ Cúc. Loài này được (Tzvelev) Wagenitz mô tả khoa học đầu tiên năm 2000.